# Blinken OSA Archívum
A Blinken OSA Archívum, teljes nevén a Vera és Donald Blinken Nyílt Társadalom Archívum (röviden Blinken OSA az angol Blinken Open Society Archives-ból) a Közép-európai Egyetem részeként működő levéltár és könyvtár Budapest V. kerületében, Arany János u. 32. szám alatt. Gyűjteménye elsősorban a hidegháború időszakára és az emberi jogokra fókuszál, anyagai többek közt az egykori keleti blokk történetéhez, szamizdatokhoz, a propaganda történetéhez, illetve a háborús bűnökhöz kapcsolódnak. Továbbá a Blinken OSA a Nyílt Társadalom Alapítvány és a Közép-európai Egyetem hivatalos archívuma.
Archívumi műhelye levéltári dokumentumok értékelésének, kontextusba helyezésének, bemutatásának és újrafelhasználásának új módjaival kísérletezik, mind szakmai, mind vállaltan aktivista szempontok mentén.Az archívumot Soros György alapította 1995-ben, és 1996-ban nyílt meg.
A Blinken OSA a Közép-európai Egyetem oktatási és kutatási tanszékeként is működik, és kurzusokat tartanak mesterszakos és PHD-hallgatóknak a levéltárak elméletéről és gyakorlatáról, a bizonyítékokról, emberi jogokról, dokumentumfilmekről, a 20. századi történelemről és a Hidegháború politikájáról.
Az intézmény Budapest belvárosában található a felújított, műemléki értékű Goldberger-házban, amelyet eredetileg a nagy múltú Goldberger Textilgyár számára építettek 1911-ben, majd az 1980-as években dollárboltként működött, ahol kizárólag devizáért lehetett vásárolni.
Az épület földszintjén található a Centrális Galéria, amely rendezvénytér az OSA nyilvánosan látogatható programjainak, kiállításainak és konferenciáinak a helyszíne.

## Gyűjteménye

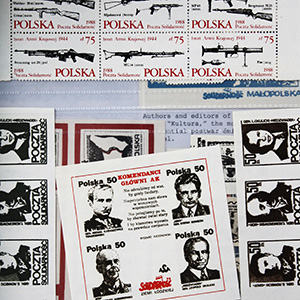
A lengyel underground által az 1980-as évek elején készített bélyegek a Blinken OSA gyűjteményében Budapesten

A Blinken OSA által gondozott és hozzáférhetővé tett gyűjtemények több, mint 40 nyelven tartalmaznak anyagokat, és a II. világháborútól a jelenig tartó időszakot ölelik fel globális lefedettséggel, de különös hangsúllyal Kelet-közép Európára és az egykori Szovjetunióra.
Beszerzési irányelveit tekintve a Blinken OSA igyekszik összegyűjteni és megőrizni a civil társadalom, az emberi jogi mozgalmak, a transznacionális és kormányzati szervezetek, a szociális és ellenállási mozgalmak dokumentumörökségét, illetve ismert ellenzéki és szociális aktivista emberek személyes iratait. Megalapítása óta a Blinken OSA közreműködött veszélyeztetett gyűjtemények megmentésében, és összekötő szerepet játszik abban, hogy közösségek és szupranacionális szervezetek szétszórt dokumentumöröksége kutathatóvá váljon. A Blinken OSA 2002 óta támogatja a nyílt hozzáférés alapelvét a régióban, és kezdeményezője információ- és szólásszabadsággal, nyílt sztenderdekkel, információs hozzáféréssel kapcsolatos projekteknek.

### Hidegháború
Az egykor müncheni és New York-i székhelyű Szabad Európa Rádió (SZER) Kutatóintézet archívuma képezi a Blinken OSA eredeti törzsgyűjeményét. Ide tartoznak az SZER belső kutatási kiadványai, amelyek az egyes nemzeti műsorszórások szerkesztőségeit támogatták; a célországok központi híradásainak átiratai; anonimizált interjúk kelet-európai emigránsokkal és utazókkal; közel az összes napi újság és magazin, amelyet Kelet-Európában vagy arról szólóan kiadtak 1951 és 1993 között; kelet-európai rádió- és tévéadások felvételei és átiratai; illetve egyéb, a műsorszóráshoz használt kiegészítő anyagok. A SZER Kutatóintézet utódja, az Open Media Research Institute szintén a Blinken OSÁ-nak adományozta gyűjteményét, így az archívum lett a 20. század második felének egyik legnagyobb tömegmédia-műveletének őrzője.
Egyéb hidegháborús gyűjteményeik között találhatóak az 1956-os forradalommal kapcsolatos anyagok, például a forradalom magyar menekültjeivel az Egyesült Államokban készített interjúk, az ENSZ magyar helyzetet vizsgáló Különbizottságának dokumentumai és hangfelvételei, állambiztonsági szervek hírszerzési anyagai, hidegháborús paranoia archívum, és kelet-európai szamizdatkiadványok, köztük a magyar, cseh és a lengyel underground anyagaival.
Az Blinken OSA különböző nemzetközi szervezetek anyagaival is bővíti gyűjteményét. Ilyen például a Európai Értelmiségieket Támogató Alapítvány, amely ösztöndíjakkal segítette az értelmiségi hálózatok kiépítését a Hidegháború alatt.
Számos jelentős korabeli ellenzéki és emigrált ember személyes iratait is a Blinken OSA őrzi, többek között Király Béla vezérezredes, Demszky Gábor, Krassó György, Kis János, Rajk László és Pető Iván anyagait, illetve olyan nemzetközi szakértők személyes iratait is, mint Alfred Reisch vagy David S. Rohde.
2012-ben a Blinken OSA megkapta a Magyar Közvéleménykutató Intézet anyagait, amely a szovjet blokk egyetlen közvéleménykutató-intézeteként működött.
Az archívumi állomány részét képezi még egy széles körű szöveges és képi gyűjtemény a kelet-európai szovjet rezsim összeomlása utáni átmenetről és a kommunizmus utóéletéről. Ezek között találhatók amatőrfilmek Magyarországról, Srebrenicáról, illetve a 90-es évek elejének magyar alternatív kultúráját megörökítő videófelvételek is.

### Emberi jogok
A Blinken OSA állománya általánosságában kapcsolódik az emberi jogokhoz, azon belül pedig kifejezetten az emberi jogok súlyos megsértésére fókuszál. Megtalálható a gyűjteményben a londoni Index on Censorship-folyóirat és a Nemzetközi Helsinki Szövetség archívuma, az International Human Rights Law Institute Jugoszláv-konfliktussal kapcsolatos anyagai, valamint a bosznia-hercegovinai Főképviselő Hivatal dokumentumai, amely a daytoni békeszerződés életbe lépését felügyelte 1995-ben. Szintén a gyűjtemény része több ezer órányi dokumentumfilm, amatőr videó és propagandafilm, amelyet az International Monitor Institute állított össze, hogy dokumentálja az emberi jogok megsértését és a népirtást; és a New York-i emberi jogi szervezet, a WITNESS által készített felvételek.

### Nyílt Társadalom Alapítvány
A Blinken OSA a Közép-európai Egyetem (CEU) és a Nyílt Társadalom Alapítvány szervezeteinek hivatalos archívumaként szolgál, mint például a Nyílt Társadalom Intézet Budapest, International Science Foundation, Cultural Initiative Russia, Forced Migration Project, Soros Foundation Hungary vagy a West Balkan Open Society Foundations. Egyéb, a Nyílt Társadalom Alapítvánnyal kapcsolatos tevékenységük többek között az intézményi hálózat globális digitális adattárának működtetése, a nyilvántartásokkal kapcsolatos tanácsadás, adatkuráció és digitális megőrzés.

### Digitális állomány
A Blinken OSA digitális állományában megtalálható többek között 117,200 tétel az egykori keleti blokk 1951 és 1994 közötti történetéből,  köztük a SZER-gyűjtemény Europeana számára digitalizált részével, amely az Európai Unió által finanszírozott Europeana Heritage of People's Europe projekt részeként lett közzétéve.
Az archívum dolgozói több tematikus gyűjteményt is összeállítottak a digitális gyűjteményből. Ezek egyike az 1989: lesz-e? című online kiállítás, amely több, mint 10.000 elemet (fényképeket, videókat, szöveges dokumentumokat, hangfelvételeket) tartalmaz a rendszerváltáshoz kapcsolódóan.

### Hozzáférés
A Blinken OSA nem korlátozza a gyűjteményeihez való hozzáférést állampolgárság vagy foglalkozás alapján. Az olvasóterem, mind online, mind fizikai formában, nyitva áll minden látogató számára. Az globális koronavírus-járvány, illetve a CEU Bécsbe költözése óta az archívum elindította a kérésre történő digitalizálási szolgáltatását.

### Könyvtár
A Blinken OSA nem-kölcsönző könyvtárában több, mint 40 nyelven találhatóak könyvek és folyóiratok az archívumi gyűjteménnyel összefüggésben az 1950-től napjainkig tartó korszakot lefedve. A könyvtári gyűjtemény nagyrészt a SZER és az Open Media Research Institute könyvtári gyűjteményeiből áll, illetve magánszemélyek és intézményi partnerek felajánlásaiból. Az itt található kiadványok elsősorban a közép- és kelet-európai régió és a Szovjetunió történelmével, kultúráival és politikájával foglalkoznak. Ezen felül a könyvtár gyűjteménye tartalmaz még nagyjából 40 000 újságot és szakfolyóiratot mikrofilmen és mikrolapon.
A különgyűjtemények közé tartozik a londoni Wiener Library Testaments to Holocaust elnevezésű gyűjteménye a nácizmus és az európai zsidóság történetéről, az 1968-as prágai tavasz anyagai, lengyel független kiadványok, az amerikai kormány dokumentumai a Szovjetunióról és Kelet-Európáról, illetve a SZER kiadványai.

## Centrális Galéria

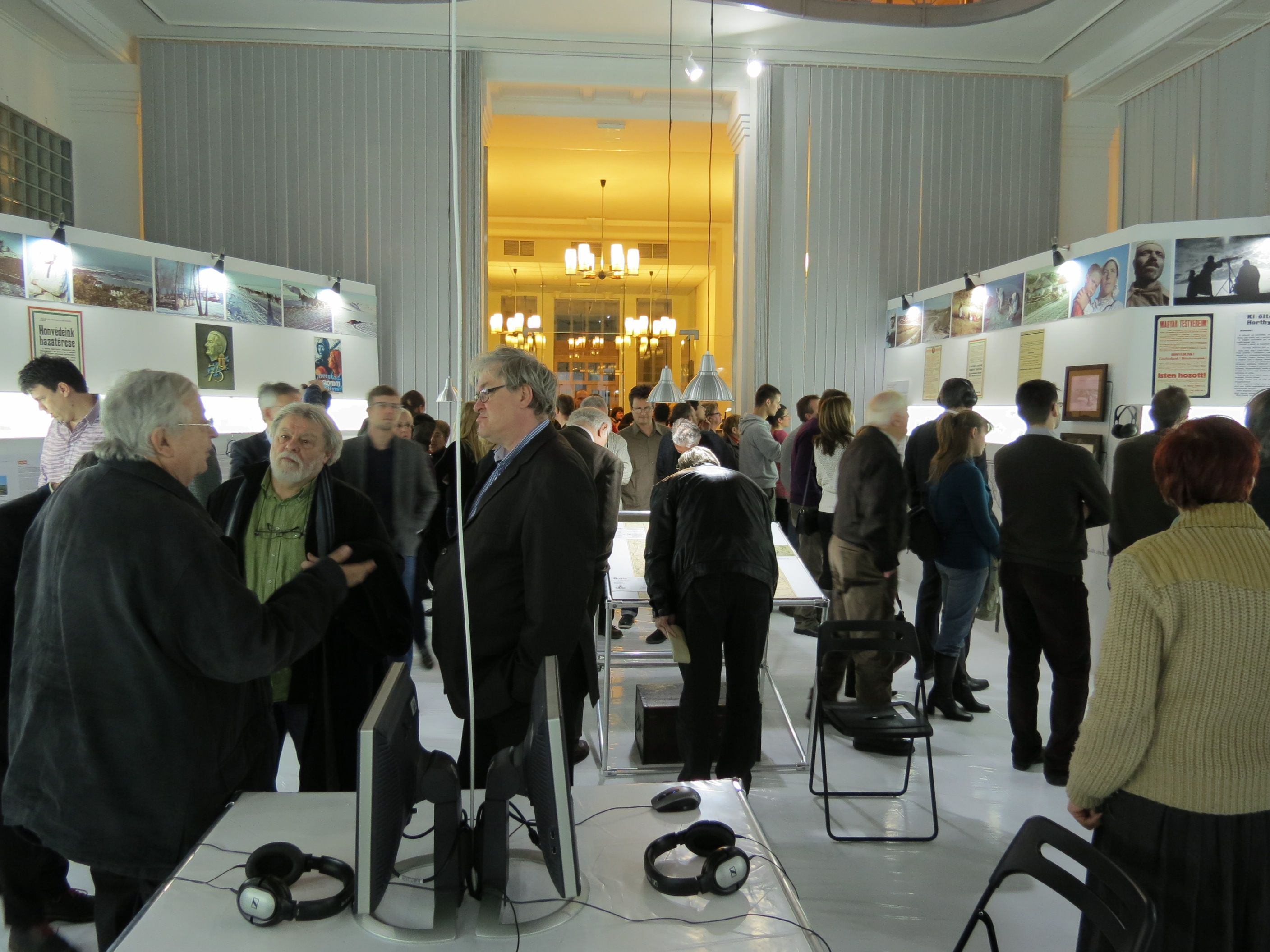
A Don-kiállítás megnyitója a Centrális Galériában

Az épület földszintjén található. Az OSA nyilvánosan látogatható programjainak, kiállításainak és konferenciáinak a helyszíne.
A galéria egyik célja, hogy az archívumi gyűjteményt eljuttassa egy szélesebb közönséghez, és a történeti bizonyítékokat új kontextusba helyezve ösztönözze a nyilvános vitát a társadalmi és történelmi jelentőségű kérdésekről.
Jelentősebb kiállításaik között említhető A per, amely Nagy Imre és társai 1958-as titkos tárgyalásának és kivégzésének 50. évfordulója alkalmából készült történelmi rekonstrukció. A kiállításhoz kapcsolódóan lejátszották az archívumban a tárgyalás eddig nem publikus, 52 óra hosszú hanganyagát.
Egyéb kiállításaik többek között Raoul Wallenberg svéd diplomata eltűnésének 60. évfordulójára emlékeztek, amely során a Second Life virtuális világában újra felépítették Wallenberg irodáját a Svéd Nagykövetségen; rekonstruálták a boszniai szerb hadsereg által 1995-ben elkövetett srebrenicai mészárlást, amely során 8000 muszlim férfit és fiút gyilkoltak meg; bemutatták  a második bécsi döntés következtében visszacsatolt Észak-Erdély korabeli fogadtatását a 60. évforduló alkalmából; valamint foglalkoztak a 2. magyar hadsereg vereségével a Don folyónál annak 70. évfordulóján.
2021-ben a Blinken OSA a Háttér Társasággal közösen elindította az Előbújó dokumentumok című online kiállítást, amely a közép- és délkelet-európai meleg és leszbikus mozgalmak történetét dolgozza fel.

## Projektek és a nyilvánosság bevonása
A Blinken OSA kezdeményezésére indult el az évente megrendezett Verzió Nemzetközi Emberi Jogi Dokumentumfilm Fesztivál, amely összes filmje megtalálható az archívum emberi jogi tematikájú dokumentumfilm-gyűjteményében. Szintén kezdeményezője a fővárosi házak történelmét évente megünneplő Budapest 100-nak, a Fortepan internetes fényképarchívumnak, illetve társkezdeményezője a Virtuális diamúzeumnak is.
2014-ben a Blinken OSA fő nyilvános programja a Csillagos Házak volt, amely a fennmaradó 1600 egykori budapesti csillagos házra fókuszált. Ezek a sárga csillaggal jelölt házak a zsidók számára kijelölt kötelező lakhelyek voltak 1944. június 21. és a gettó 1944 novemberi felépülte között. A projekt, ötvözve a hagyományos archívumi kutatást, a kortárs térképészetet és a crowdsourcing-technológiákat, a magyarországi Holokauszt 70. évfordulóján igyekezett bevonni a mostani lakókat, hogy közösen fedezzék fel Budapest történetének ezt a kevésbé ismert fejezetét.
Az archívumi projektjei mellett a Blinken OSA részt vett a Budapesti Nyílt Hozzáférés Kezdeményezésben (Budapest Open Access Initiative), aláírói között volt az Open Document Format Alliance-nek, illetve a Párhuzamos Archívum alapítója, amely egy digitális bölcsészeti eszköz kutatóknak, hogy digitalizálják, felcímkézzék, kommentálják és hozzáférhetővé tegyék az archívum állományát. 2010-ben a Blinken OSA "kiszivárogtatott" a Párhuzamos Archívumon keresztül több ezer, korábban titkosított hidegháborús dokumentumot a gyűjteményéből.
A Blinken OSA résztvevője az MTA Szociológiai Intézete által vezetett 20. Század Hangja Archívum és Kutatóműhelynek. A projekt célja a 20. századi magyar társadalomkutatás hangfelvételre rögzített interjúinak összegyűjtése, digitalizálása és közkinccsé tétele.
Az archívumban kutatók több ösztöndíjra is pályázhatnak az intézménynél, illetve a Nemzetközi Visegrád Alapítvány támogatását is megpályázhatják.
2021-től kezdve a Blinken OSA saját blogot vezet a 444.hu felületén Forrás. (forráspont) címen.

## Elismerések
2010-ben a Blinken OSA elnyerte a magyar Pulitzer-emlékdíjat.

## Külső hivatkozások
- Blinken OSA Archívum Archiválva 2011. február 26-i dátummal a Wayback Machine-ben – hivatalos weboldal
- Forrás. – a Blinken OSA blogja a 444.hu-n
- Centrális Galéria Archiválva 2022. szeptember 29-i dátummal a Wayback Machine-ben
- Verzió Nemzetközi Emberi Jogi Dokumentumfilm Fesztivál
- Budapest 100
- Fortepan
- Párhuzamos Archívum
- Open Society Archives Budapest a Google Arts & Culture programjában